# Isola Cedros
L'isola Cedros (in spagnolo isla de Cedros) è un'isola messicana nell'oceano Pacifico, al largo della Bassa California, da cui è separata dalla baia di Sebastián Vizcaíno. Fa parte del comune di Ensenada.